# Scorrete mie lacrime
Scorrete mie lacrime (Flow my Tears) è un pezzo per liuto e voce del famoso compositore inglese del XVI secolo John Dowland.
Composta in origine come pezzo puramente strumentale dal nome Lachrimae pavane nel 1596, è la melodia più famosa composta da Dowland, ed egli ne era così legato da firmarsi occasionalmente come "Jo. Dolandi de Lachrimae".

## Dettagli
Come altri pezzi per liuto di Dowland, la forma musicale e lo stile del pezzo sono basati su un ballo, in questo caso la pavana. Fu pubblicato per la prima volta nel Secondo Libro di Canzoni o Arie di 2, 4. e 5. parti (Londra, 1600). Il pezzo inizia con un motivo melanconico, sul quale fu in seguito costruito il testo "Flow my tears". La melodia può essere stata presa in prestito da un mottetto di Orlando di Lasso o da un madrigale di Luca Marenzio, oltre ad altri passi presi in prestito nel pezzo. Anthony Boden la definisce come "probabilmente il più famoso pezzo degli inizi del diciassettesimo secolo."

## Registrazioni
Ci sono state diverse versioni strumentali di questo pezzo, la maggior parte di esse intitolate Lachrimae (o Lachrymae). In questo caso la versione strumentale fu scritta prima, come Lachrimae pavane nel 1596, e le parole furono aggiunte dopo. Si ritiene che il testo fu scritto specificamente per la musica e potrebbe essere stato scritto dallo stesso Dowland. Lachrimae esiste in oltre 100 manoscritti e stampe in differenti arrangiamenti per orchestra e solo. Le Lachrimae tendono ad essere molto più astratte rispetto ad altre musiche basate su forme di danza dell'epoca e non seguono completamente la struttura dello standard pavano nei termini di lunghezza delle frasi; inoltre sono più contrappuntistiche.
Le versioni strumentali di Dowland includono Lachrimae per liuto, Galliard to Lachrimae per liuto e Lachrimae antiquae (1604) per concerto di strumenti. Dowland inoltre pubblicò Lachrimae, or Seaven Teares (Londra, 1604), una collezione di musica per concerti che includeva un ciclo di sette Lachrimae pavane basate sul motivo strappalacrime. Thomas Morley compose il "Lachrimae Pauin" per i sei strumenti di un 'concerto per strumenti rotto' nel suo Primo libro di lezioni per concerti (Londra, 1599).
Altri compositori hanno scritto pezzi basati sul lavoro, inclusi Jan Pieterszoon Sweelinck e Thomas Tomkins, mentre Eyes, look no more di John Danyel è chiaramente un omaggio al pezzo, così come Weep, O Mine Eyes di John Bennet. Nel ventesimo secolo, la compositrice e direttrice d'orchestra americana Victoria Bond scrisse "Old New Borrowed Blues (Variations on Flow my Tears)"(Vecchi nuovi Blues Prestati, Variazione su Scorrete Lacrime).
Lachrimae divenne uno dei motivi improvvisati preferiti del sedicesimo e diciassettesimo secolo.

## Testo
Flow, my tears, fall from your springs!
Exiled for ever, let me mourn;
Where night's black bird her sad infamy sings,
There let me live forlorn.
Down vain lights, shine you no more!
No nights are dark enough for those
That in despair their lost fortunes deplore.
Light doth but shame disclose.
Never may my woes be relieved,
Since pity is fled;
And tears and sighs and groans my weary days
Of all joys have deprived.
From the highest spire of contentment
My fortune is thrown;
And fear and grief and pain for my deserts
Are my hopes, since hope is gone.
Hark! you shadows that in darkness dwell,
Learn to contemn light
Happy, happy they that in hell
Feel not the world's despite.

## Traduzione
Scorrete mie lacrime, dalla vostra fonte sgorgate!
Per sempre esiliato, lasciatemi gemere;
Dove il nero uccello della notte la di lei triste infamia canta,
Lì lasciatemi vivere sconsolato.
Spegnetevi, vane luci, più non brillate!
Nessuna notte è abbastanza cupa per chi,
Disperato, piange la perduta fortuna.
La luce altro non fa che svelare la vergogna.
Mai potranno i miei affanni essere placati
Poiché la pietà è fuggita;
E lacrime e sospiri e gemiti i miei stanchi giorni
Di ogni gioia hanno privato.
Dal più grande appagamento
La mia fortuna è precipitata;
E paura e angoscia e dolore per ciò che mi aspetta
Sono le mie speranze, poiché ogni speranza mi ha abbandonato.
Udite!, ombre che nella tenebra dimorate,
Imparate a spregiare la luce.
Beati, beati coloro che negli inferi
Non sentono il disprezzo del mondo.